# Жан Пол Гети
Жан Пол Гети (на английски: Jean Paul Getty), често само Пол Гети, е известен американски индустриалец.

## Биография
Гети е роден в Минеаполис, Минесота в семейството на Сара Катерине МакФерсон (Ришер) и Джордж Гети , работещ в застрахователната индустрия. През 1903 г, когато Гети е на 10 години, баща му закупува права за добив в 1000 акра земя в Оклахома. В рамките на няколко години започва да добива по 100,000 барела нефт на месец. На 14 години Гети знае добре френски, немски и италиански. и разбира испански, гръцки, арабски и руски.
Той е сред първите милиардери в долари, когото списание Fortune през 1957 г. определя като най-богатия американец. Към момента на смъртта на Гети през 1976 г. неговото състояние се оценява на 6 млрд. долара (приблизително 25,8 млрд. щатски долара по цени от 2017 г.).
Въпреки своето огромно състояние, Гети е бил известен със своето крайно скъперничество. Печална известност получава неговият петмесечен отказ да плати откупа за 16-годишния си внук Джон Пол Гети III, син на сина му Джон Пол Гети II, похитен в Рим през 1973 г. След като похитителите отрязват и изпращат ухото на внука му завито във вестник, Гети заплаща 3,0 милиона долара. Става известно, че той изисква от сина си да върне 800,000 долара с лихви.
В империята му влизат нефтената компания Getty Oil Company и над 200 други предприятия.
Гети е също филантроп, основател на музея „Гети“. Внукът на Жан Пол Гети, Марк Гети (син на Джон Пол Гети) основава компанията Getty Images.

### Музей Гети
В музея милиардерът Жан Пол Гети е изложил и предоставя на публиката за безплатно разглеждане около 50 000 произведения на изкуството. Изборът се съсредоточава основно върху скулптури, картини, рисунки, фотографии, ръкописи. Отделно е изложена античната колекция на Гети, намираща се във Вила Гети, построена по модела на Вилата на папирусите от Херкулан край Неапол.

### Семейство
Пол Гети е женен пет пъти:
- Жанет Дюмон (от 1923 до 1925 г.) имат един син Джордж Франклин Гети.
- Ален Ашби (от 1926 до 1928 г.)
- Адолфина Хелмле (от 1932 до 1935 г.), имат един син Жан Роналд Гети
- Ени Рок (от 1932 до 1935 г.), имат двама сина Джон Пол Гети и Гордон Гети (род.1933)
- Луиза Дадли (от 1939 до 1958 г.), имат един син Тимоти Гети (умира на 12 години)